# Alena Spejchalová
Alena Spejchalová (Praga, 12 dicembre 1945) è un'ex cestista cecoslovacca.

## Carriera
Con la Cecoslovacchia ha disputato i Campionati mondiali del 1971 e quattro edizioni dei Campionati europei (1964, 1968, 1970, 1972).